# 武埃 (奥布省)
武埃（法語：Voué，法語發音：[vwe]）是法国奥布省的一个市镇，属于特鲁瓦区。

## 地理
武埃（48°27'24"N, 4°7'21"E）面积13.25 平方千米，位于法国大東部大區奥布省，该省份为法国中北部省份，北起马恩省，西接塞纳-马恩省，西南至约讷省，东南至科多尔省，东临上马恩省。
与武埃接壤的市镇（或旧市镇、城区）包括：沙佩勒瓦隆、莱格朗德沙佩勒、蒙叙赞、奥尔蒂永、圣雷米苏巴尔比伊斯、沃普瓦松。

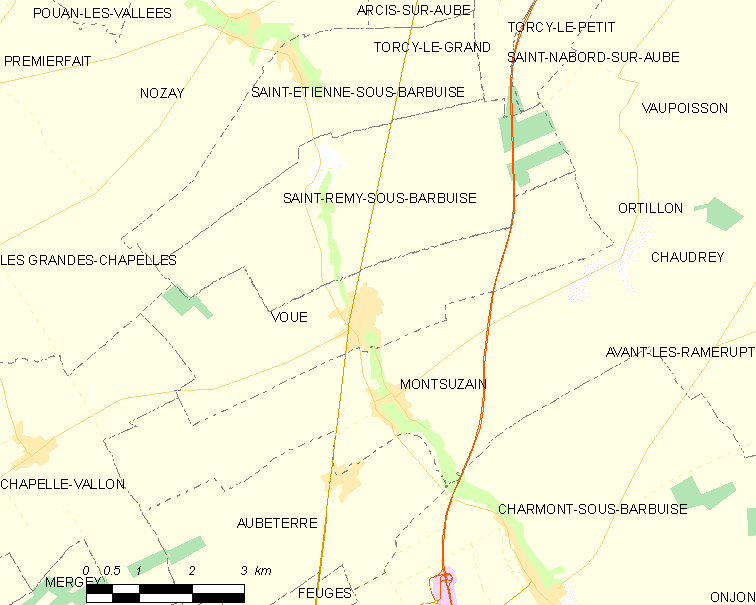
的OSM定位图

武埃的时区为UTC+01:00、UTC+02:00（夏令时）。

## 行政
武埃的邮政编码为10150，INSEE市镇编码为10442。

## 政治
武埃所属的省级选区为奥布河畔阿尔西县。

## 人口

1962-2008年间人口变化图示

武埃于2022年1月1日时的人口数量为696人。